# Sucre
Pour les articles homonymes, voir Sucre (homonymie).

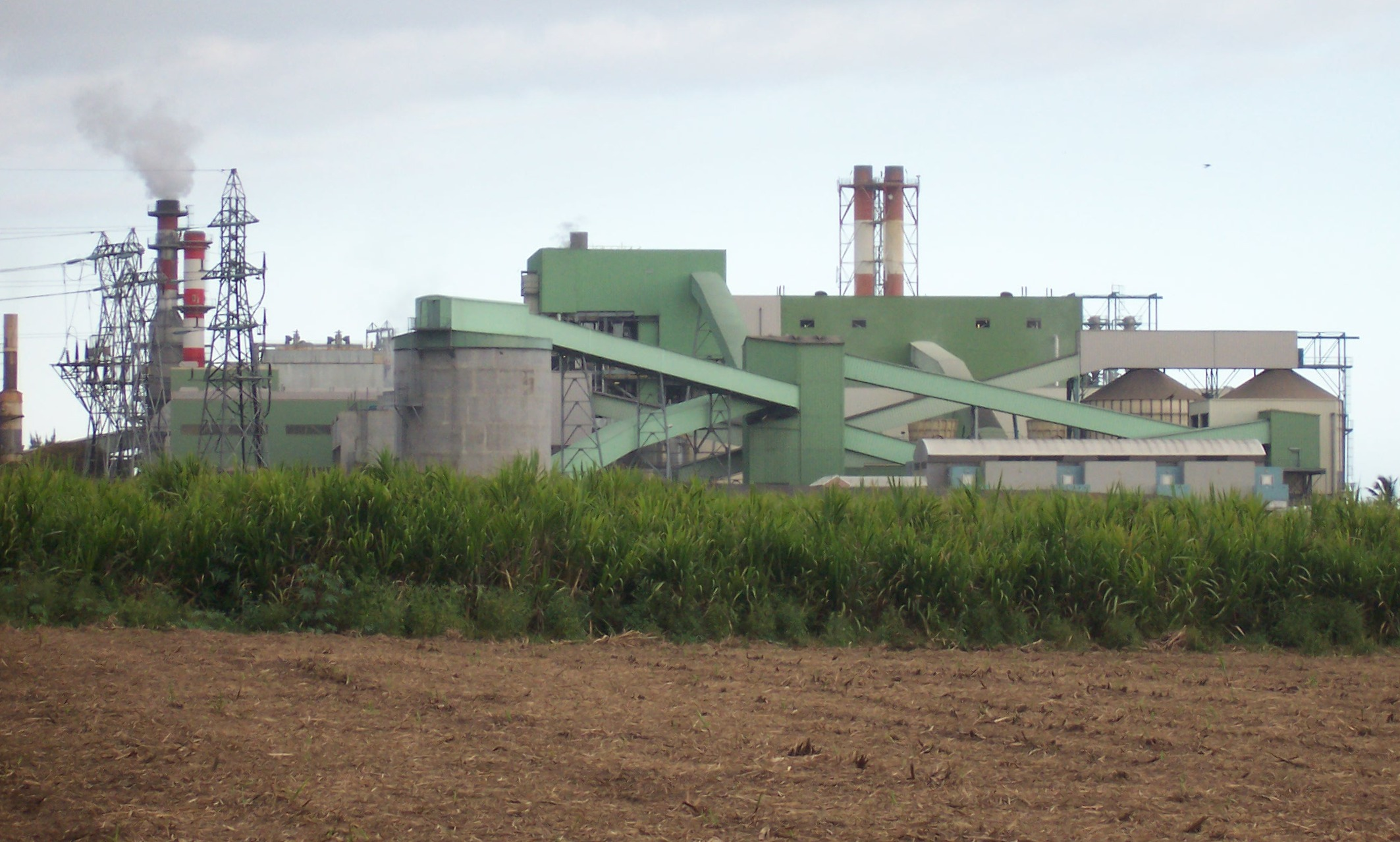
Usine sucrière transformant la canne à sucre en sucre de canne à La Réunion.

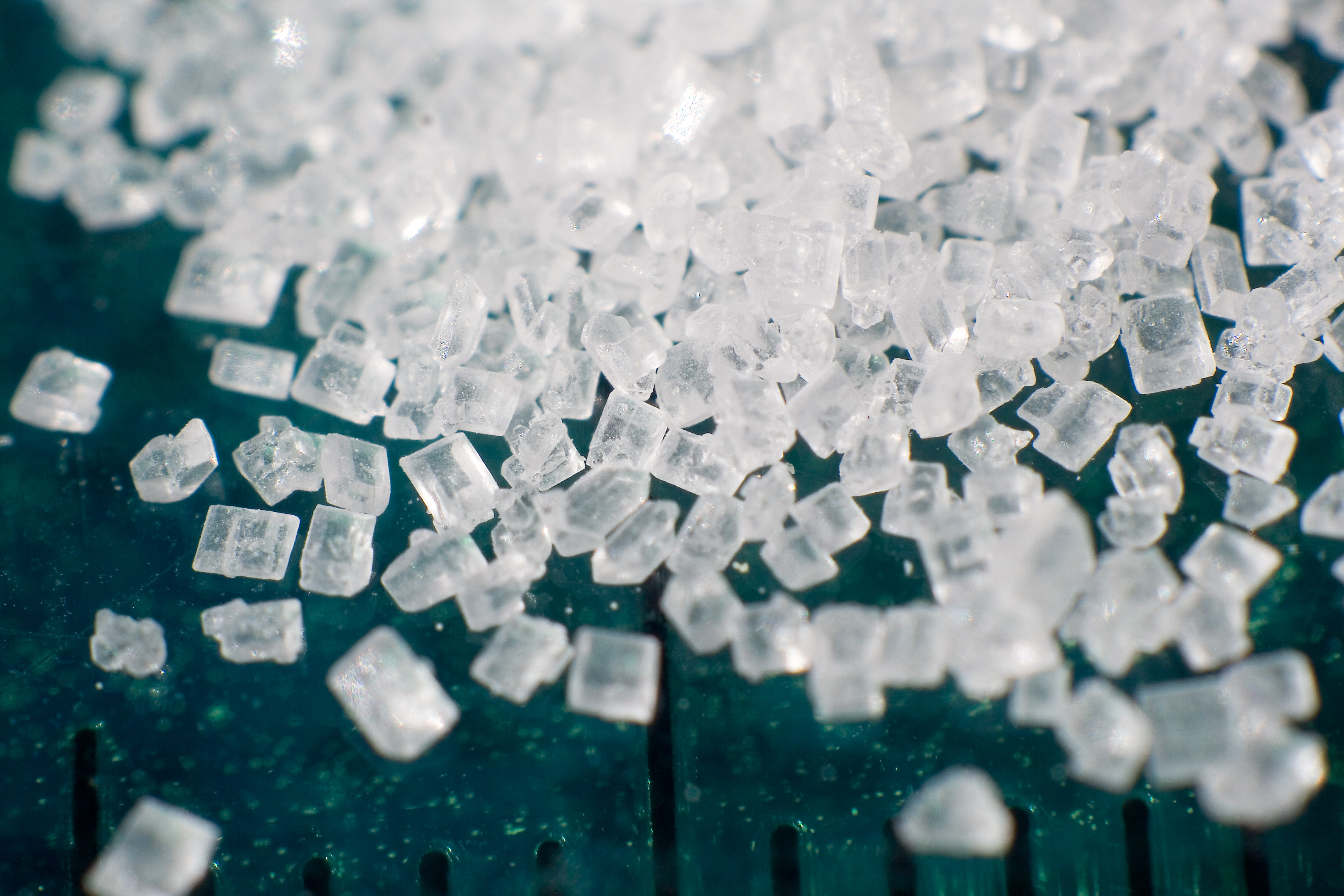
Cristaux de sucre raffiné (macrophotographie).

Le sucre de table, couramment appelé sucre, est un aliment appartenant à la catégorie des produits sucrés et parfois considéré comme un aliment de base. Du point de vue chimique le sucre de table est formé presque exclusivement de saccharose cristallisé,  qui peut s’hydrolyser selon les conditions en d'autres composés glucidiques aux pouvoirs sucrants inégaux : le glucose et le fructose.  D'origine végétale ce métabolite primaire est extrait principalement de la canne à sucre et dans une moindre mesure d'autres plantes comme la betterave sucrière. 
Le terme « sucre » en français vient probablement du sanskrit « çârkara » (signifiant « gravier » ou « sable »).

## Origines animales, végétales, minérales et synthétiques

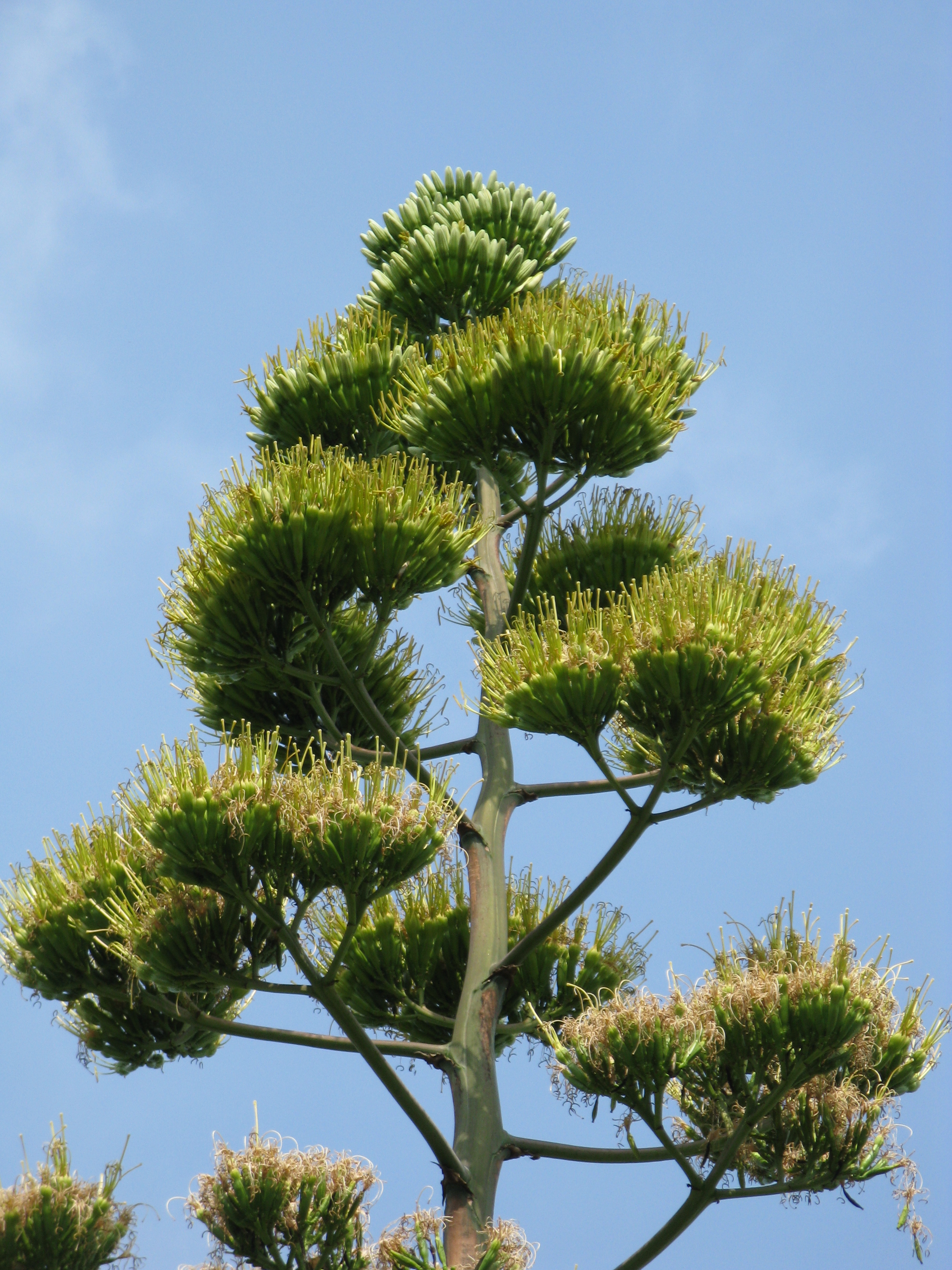
Agave américain.

Outre le miel et les fruits (comme la pomme) qui servent de complément glucidique depuis la Haute Antiquité, divers végétaux contiennent des quantités importantes de sucres et sont utilisés comme matière première d'où l'on extrait ces sucres, souvent sous la forme de sirop :
- agave américain dont on extrait le sirop d'agave
- betterave sucrière
- canne à sucre
- cocotier : certains Austronésiens, comme les Gilbertins, extraient la sève et en font du sirop
- érable : sucre et sirop d'érable
- palmier dattier : sucre et sirop de palmier provenant de la sève, sucre et sirop de datte provenant du fruit
- palmiers à sucre comme le cocotier du Chili donnent également du sirop de palmier
- plantes à fleurs dont les abeilles transforment le nectar en miel
- Sorgo commun avec lequel on fabrique le sirop de sorgo (composition analogue au sirop de glucose issu de l'amidon de maïs)
- courge sucrière du Brésil.

Les sucres ont une saveur que l'on a dit être une des saveurs primaires (sucré, salé, amer, acide, umami, etc.).
Sur le plan cognitif et neurologique, les saveurs sucrées semblent indiquer aux primates, humains ou non humains, la valeur énergétique des végétaux, d'où le plaisir qui lui est associé. Le premier aliment de l'homme, le lait, est légèrement sucré (lactose). La plupart des plantes toxiques sont amères, le choix d'un aliment sucré serait donc sans danger.
Certaines saveurs sucrées sont reconnues par une famille de récepteurs, situés sur la langue, couplés à la protéine G T1R1, T1R2 et T1R3 ; ils s’assemblent en homodimères ou hétérodimères et permettent la reconnaissance des sucres naturels ou des édulcorants.
À part les sucres, de nombreuses autres molécules, artificielles ou naturelles, possèdent un pouvoir sucrant, mais celles-ci ne sont pas toutes reconnues par l'ensemble des animaux.
Parmi les molécules d'origine naturelle, on trouve les acides aminés (glycine), les protéines (thaumatine, mabinline), des hétérosides (stéviosides), etc.
Parmi les molécules de synthèse, on trouve, des dipeptides (aspartame), des sulfamates (acésulfame potassium), etc.

## Histoire

### Histoire des premiers sucres

#### Origine en Asie du Sud-Est
Les premières traces de cultures sucrières associées à une plante naturelle se trouvent en Asie du Sud-Est et sur les îles du Pacifique : on y mâchait la tige de la canne à sucre pour en extraire le suc. La fabrication du sucre par extraction aurait commencé dans le Nord-Est de l’Inde ou dans le Pacifique Sud respectivement vers 10000 ou 6000 av. J.-C. Vers 325 av. J.-C., Néarque, l'amiral d'Alexandre le Grand, lors d'une expédition en Inde, évoque un « roseau donnant du miel sans le concours des abeilles », reprenant par là une expression des Perses.
En Europe occidentale, chez les Anciens Grecs notamment, on utilisait principalement la saveur sucrée du miel, comme en témoignent les nombreuses jarres découvertes durant les campagnes archéologiques de Cnossos, Mycènes et de Paestum. Pour autant, le sucre de canne n'y est pas inconnu (les Anciens Égyptiens la cultivent), du fait des échanges maritimes : cependant, il est encore rare et cher. Sous l'Empire romain, le coût faiblit grâce à l'annexion de l’Égypte et d'une partie de l'ancienne Perse, mais l'usage du miel est très largement dominant.
D’autres découvertes archéologiques effectuées au début du XXe siècle associent la culture de la canne avec la civilisation de la vallée de l'Indus, cultures qui remonteraient au deuxième millénaire avant notre ère.
En Inde, on aurait réussi à purifier et cristalliser le sucre pendant la dynastie des Gupta vers l’an 350.

#### Extension de la zone de culture par les Arabes
Partis de Bagdad, de Damas et de Tunis, dès le Xe siècle les premiers voyageurs arabes découvrent la canne sucrière, notamment en Inde. Au fur et à mesure de l’expansion musulmane en Asie, en retour la canne à sucre est acclimatée dans les pays méditerranéens, depuis la Syrie jusqu'à l'Espagne du sud, et les techniques de production indiennes y sont adoptées et améliorées. Le sucre, en pain ou en poudre, est ainsi facilement transportable par les caravanes. La route des épices est aussi celle du sucre. Les Arabes sont également à l'origine des premières sucreries, raffineries, et plantations de type quasi-industriel.
Au Moyen Âge, l'Occident découvre le sucre de canne lors des croisades face aux califats fatimides et almoravides : la canne arrive en Italie, dans les îles de la Méditerranée (Crète, Chypre) et dans le Sud de la France.
Vers 1390, une meilleure technique de pressage est créée, permettant de multiplier par deux la quantité de jus obtenu à partir de la canne, et inaugure l’expansion économique des plantations de sucre en Andalousie et en Algarve. Vers 1420, la production de sucre de canne fut étendue aux îles Canaries, Madère et aux Açores.
Au XVe siècle, Venise contrôle le commerce de la Méditerranée orientale, y compris celui du sucre, et fonde la première raffinerie d’Europe. La route des Indes, ouverte par Vasco de Gama, permit aux Portugais de s’assurer d’importantes ressources sucrières et de devenir les premiers fournisseurs du marché européen. Dès le milieu du XVe siècle, ils installèrent des plantations et des raffineries à Madère.
Produit exotique et rare, il est d'abord réservé aux apothicaires et aux élites chez qui il est utilisé comme monnaie d'échange, épice et médicament jusqu'au XVIIe siècle, ne devenant réellement un ingrédient pour la cuisine qu'au XVIIIe siècle : avant cette époque, le sucre de canne est associé au chaud et au sec selon la théorie des humeurs, il soigne le lymphatique ou l'atrabilaire, purge le phlegme, entre dans la fabrication de sirop (chaud et sec) contre le rhume (froid et humide). Dans plusieurs pays où il existe une nette séparation du sucré et du salé, le sucre apparaît plutôt en fin de repas puis en entremets comme dans le blanc-manger.

#### Colonisation des Amériques
Les Portugais importèrent au milieu du XVIe siècle le sucre au Brésil. L'aventurier Hans Staden témoigne qu’« en 1540, l’île de Santa Catarina comptait 800 sucreries et que la côte nord du Brésil, Démérara et le Suriname en comptaient 2 000. »

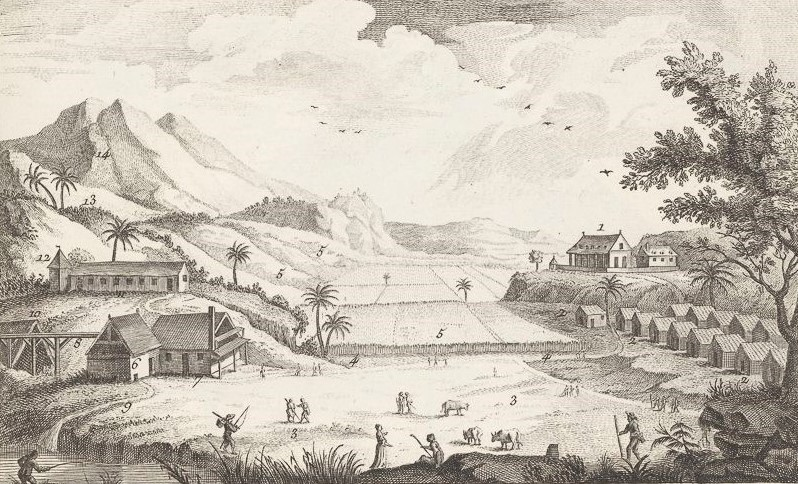
Vue d'artiste d'une habitation sucrière typique du XVIIIe siècle, reposant sur l'esclavage colonial.

Après 1625, les Hollandais importèrent la canne à sucre d’Amérique du Sud vers les îles des Caraïbes, aux îles Vierges et à la Barbade. De 1625 à 1750, le sucre devint une matière première très prisée, et les Caraïbes, la principale source mondiale grâce à la main-d’œuvre fournie par l’esclavage.

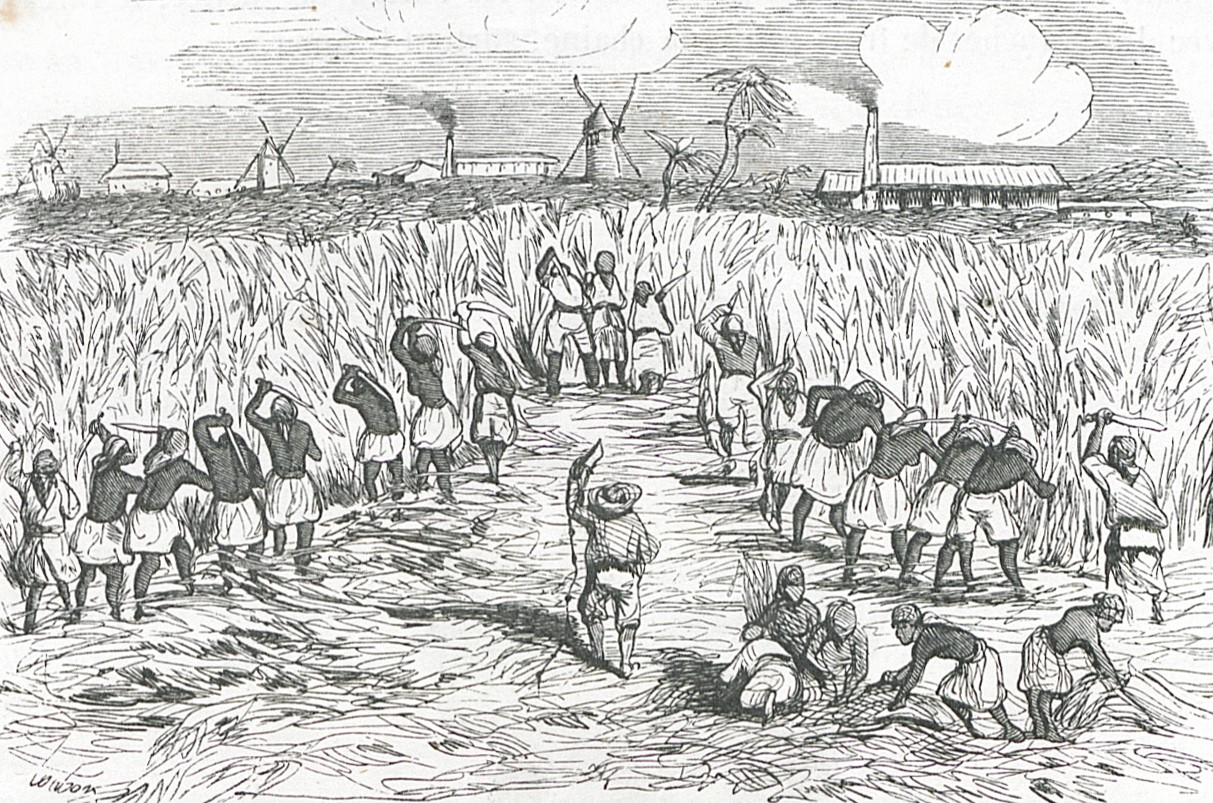
Esclaves coupant la canne, gravure publiée en 1842.

Au début du XVIIe siècle, les Antilles françaises sont des colonies de peuplement. Les premières plantations de canne ne voient le jour qu’en 1643, après l’échec de la culture du tabac. Les sucreries se multiplient à la Martinique, la Guadeloupe et Saint-Domingue. En métropole, ce sont les raffineries qui fleurissent sous l’impulsion de Colbert, à Nantes et Bordeaux. Le siècle des Lumières est aussi le siècle de la domination française du marché du sucre colonial : le sucre devient un élément important de l’économie et donc de la politique européenne mercantiliste.
Au milieu du XVIIIe siècle, le sucre de canne devient très populaire dans la bourgeoisie, on l'appelle « canamelle ». Le marché du sucre connaît une forte croissance, la production devenant de plus en plus mécanisée. Une machine à vapeur alimente un premier moulin à sucre en Jamaïque en 1768, et peu après, la vapeur servit d'intermédiaire au feu comme source de chaleur.

### Histoire du sucre de betterave
Ce n’est qu’au début du XIXe siècle que le sucre de betterave va connaître un réel essor. Si, dès 1600, l’agronome français Olivier de Serres remarque que la « bette-rave » donne en cuisant un jus « semblable au sirop de sucre », il faut attendre 1747 pour qu’Andreas Sigismund Marggraf, chimiste berlinois, prouve que le sucre de betterave et le sucre de canne sont identiques. Les écrits de Marggraf sont ensuite traduits en français.
Franz Karl Achard, élève de Marggraf, produit en 1798 le premier pain de sucre de betterave. En 1810, face au blocus continental qui suspend le commerce colonial maritime, l’intérêt pour la betterave est soudain ravivé en France sous l’impulsion de Jean-Antoine Chaptal, qui travaille dans la commission de l’Institut de France, laquelle est chargée de vérifier les expériences d’Achard. Cette commission informe Napoléon de l’intérêt que la France aurait à produire elle-même son sucre car la culture betteravière est rentable et l'extraction en cristaux possible.
Fin 1811, le Normand Jean-Baptiste Quéruel, engagé chez Benjamin Delessert à sa manufacture de Passy, invente la méthode permettant la fabrication industrielle de sucre cristallisé (extraction du jus, filtration, compactage en pains coniques). Napoléon Ier, via Chaptal, incite derechef les agriculteurs français à ensemencer les champs en plants de betterave et les industriels à améliorer les procédés. Dès lors, la France se mobilise pour extraire le sucre à partir de la betterave. En 1812 naît l’agro-industrie sucrière française. Delessert présente à l'empereur en personne ses premiers pains de sucre : celui-ci ordonne aussitôt la mise en culture de 100 000 hectares.

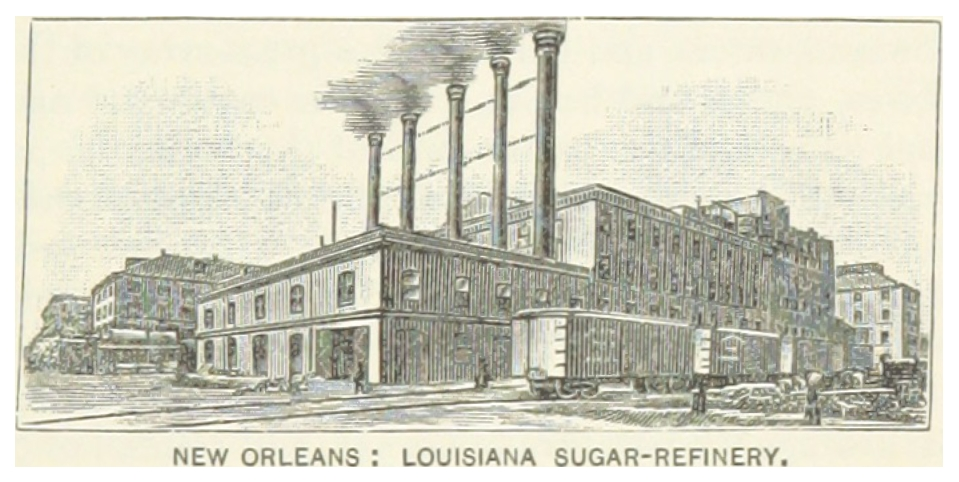
Raffinerie de sucre à La Nouvelle-Orléans en 1891.

La fin de l’Empire permet le retour sur le continent du sucre de canne et met un temps en péril le développement de la betterave sucrière. Mais la récession ne va cependant pas durer. En 1828, la France compte 585 sucreries implantées dans 44 départements.
En 1900, le sucre de betterave représente 53 % de la production mondiale de sucre. La Première Guerre mondiale, en transformant les grandes plaines betteravières européennes en champs de bataille, stoppe toute la production et la fait redescendre à 26 %. S'il remonte pour atteindre 40 % dans les années 1950, le sucre de betterave représente actuellement 22 % de la production mondiale de sucre.

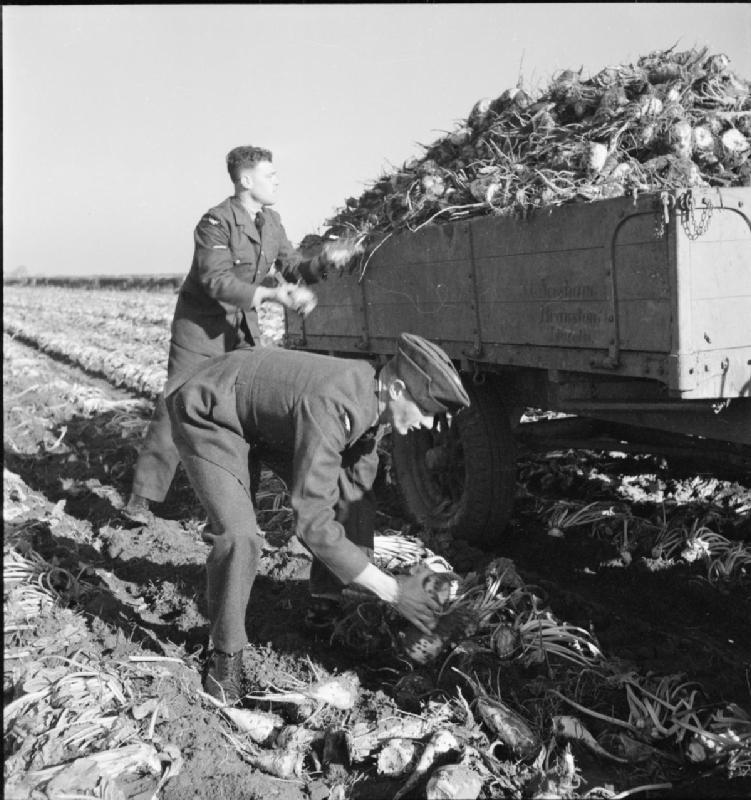
Production de betteraves sucrières en Grande-Bretagne en 1942.

En 1949, Louis Chambon met au point la technique de moulage des « dominos » de sucre par compression, mais les premiers morceaux de sucre blanc, certes grossièrement, sont inventés en 1855.
La démocratisation de la consommation en Europe a lieu lors de la révolution industrielle, la production de sucre étant multipliée par 1 000 entre le XVIIIe et le XXe siècle.
Aujourd'hui une sucrerie de betteraves produit entre 1 500 et 2 000 tonnes de sucre au cours d'une journée avec un effectif permanent d'environ 150 personnes.[réf. nécessaire]

## Typologie
Le mot « sucre » désigne plus d'une centaine de produits édulcorants différents formés des mêmes éléments chimiques : carbone, hydrogène et oxygène. Sa teneur en carbone est variable. En revanche, il contient toujours deux fois plus d'hydrogène que d'oxygène. À ce titre, le sucre est un hydrate de carbone. Le sucre le plus courant est le saccharose.
Certains types de sucre sont normalisés au niveau mondial par le Codex Alimentarius.

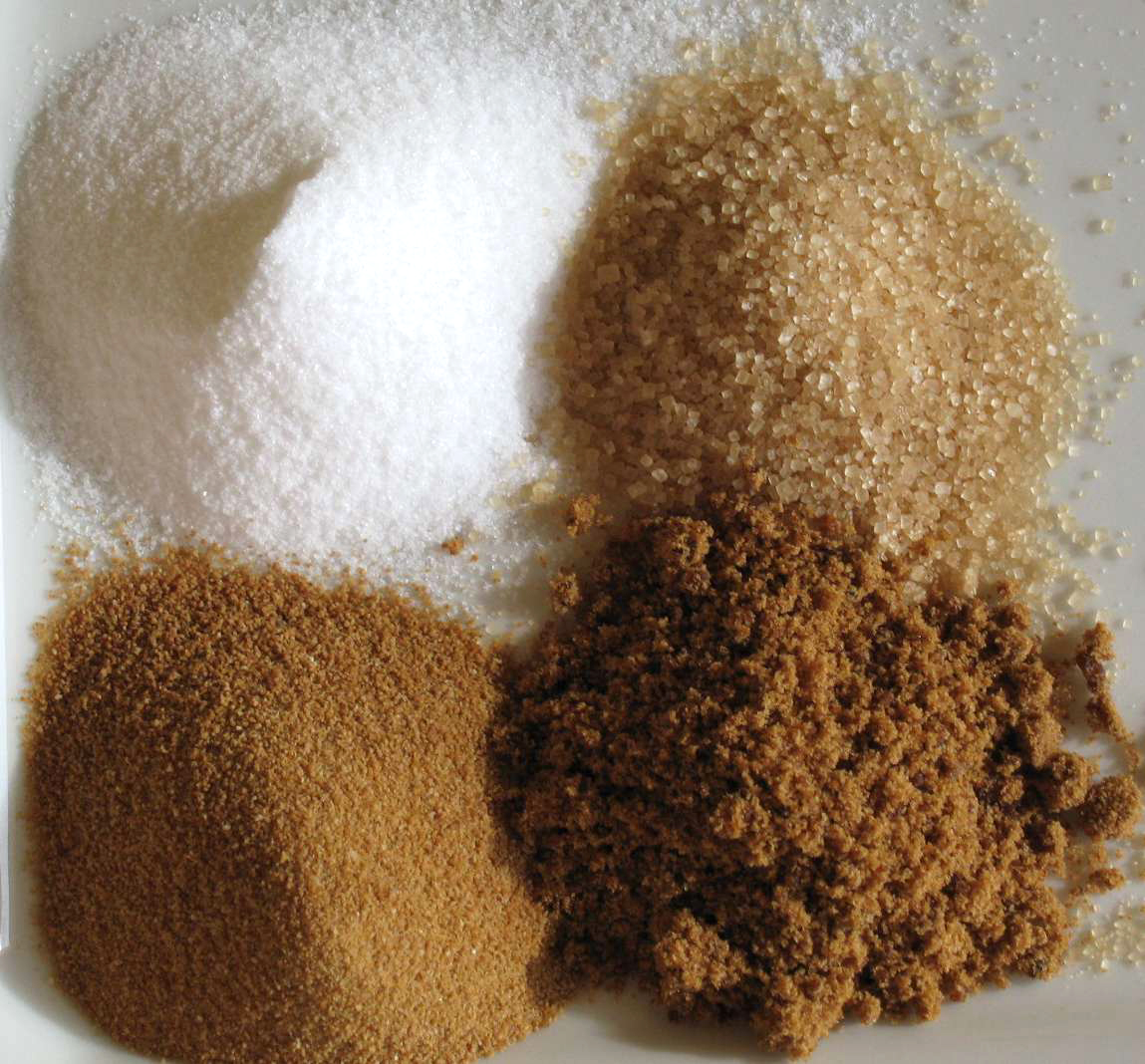
Sucre blanc, sucre roux de canne, sucre de canne complet et vergeoise.
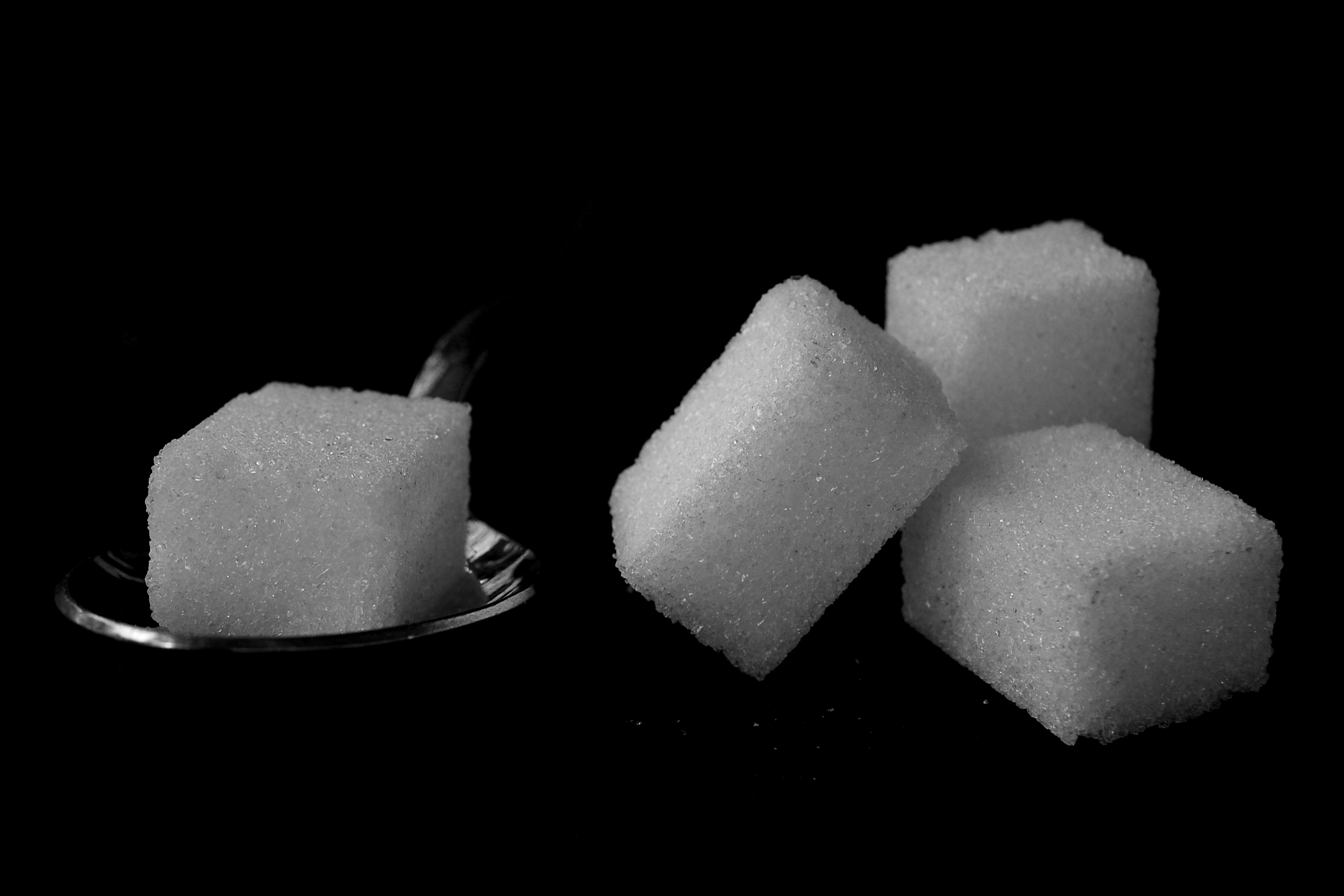
Sucre en morceaux.
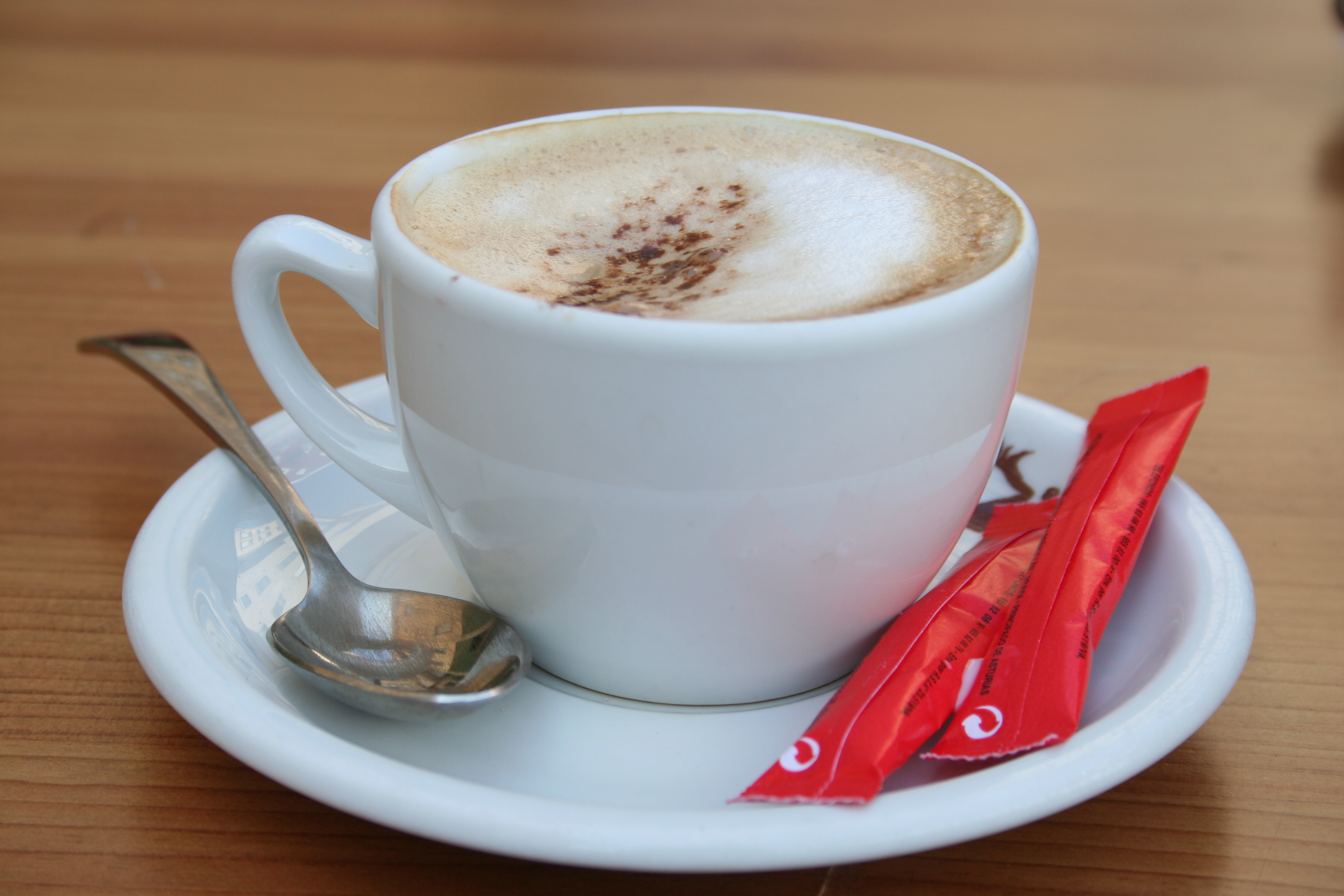
Bûchettes de sucre en poudre.
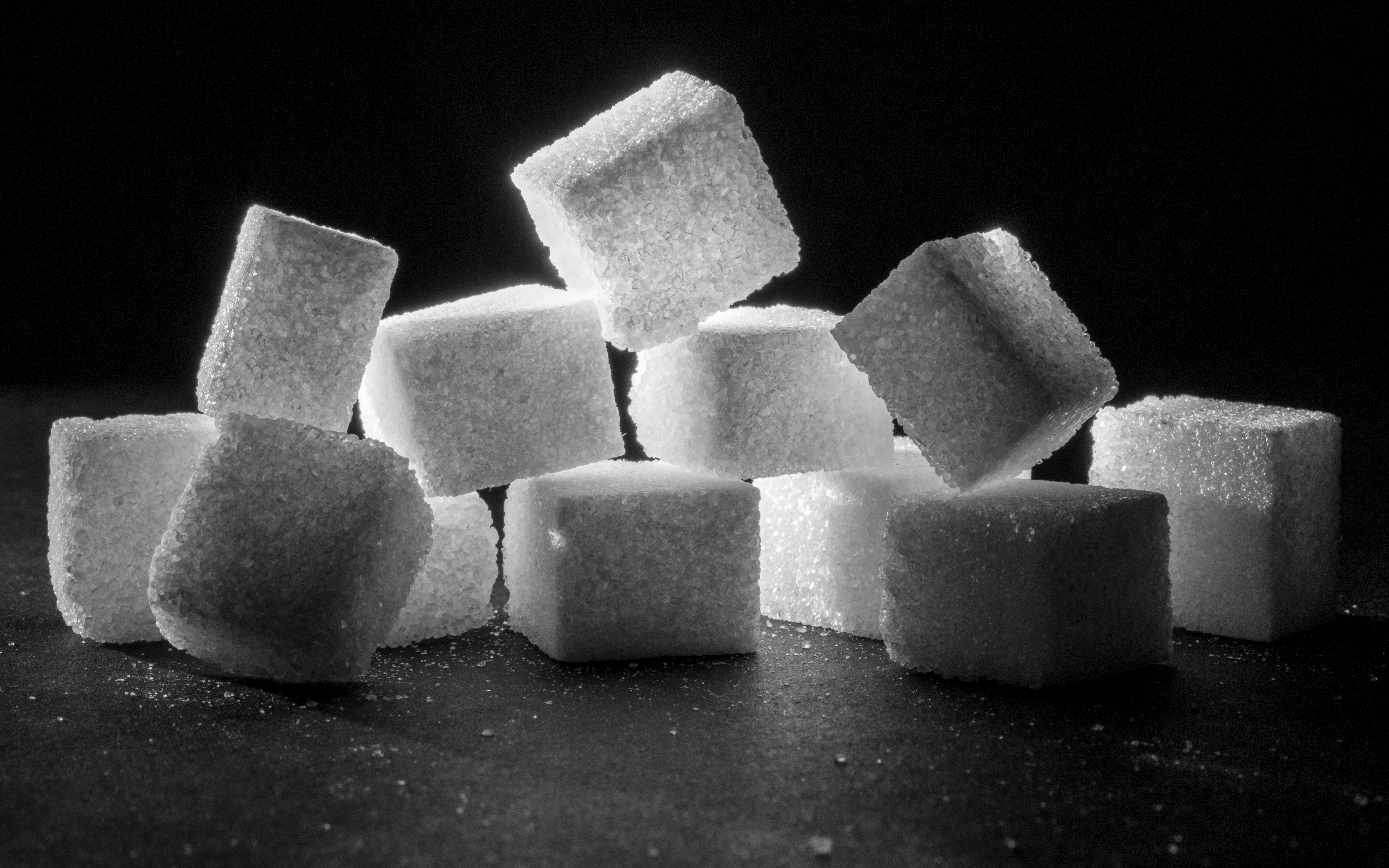
Sucre en morceaux.

Quelques types de sucre (normalisés ou non) :
- sucre complet : sucre non raffiné, totalement pourvu de sa mélasse, cristallisé puis déshydraté, il reste humide et a tendance à s'agglomérer. En droit français, il correspond au produit appelé « sucre brut »[14]. En particulier, le sucre de canne complet ; rapadura est le nom brésilien de ce sucre de canne complet ;
- sucre blanc : doit contenir plus de 99,8 % de saccharose cristallisé, c’est celui qu’on appelle couramment sucre cristal (ou cristallisé) ou sucre semoule, selon la taille des cristaux ; le sucre de betterave est naturellement blanc tandis que le sucre de canne présente naturellement une coloration qui va du blond au brun, due à des pigments présents uniquement dans la canne ;
- sucre mi-blanc : doit contenir plus de 99,6 % de saccharose ;
- sucre roux de canne, appelé « cassonade » en France[14] : sucre cristallisé issu du jus de canne contenant environ 95 % de saccharose ainsi que des composés naturels qui lui donnent sa couleur et ses notes aromatiques : rhum, vanille, cannelle ;
- sucre glace, sucre en poudre ou sucre impalpable : cristaux de sucre blanc moulus en une poudre très fine (impalpable) ;
- sucre en morceaux : cubes, ou parallélépipèdes rectangles de sucre obtenus par moulage sous pression de cristaux de sucre réhumidifiés avec de la vapeur d’eau ; à dissoudre dans un liquide chaud ;
- sucre candi : sucre obtenu par cristallisation lente d'un sirop, ce qui forme de gros cristaux ; son nom lui vient de l’arabe qandi (« sucre »)[15] ;
- Vergeoise, aussi appelée « cassonade » : il s'agit d'un sucre non raffiné[16] ayant subi au moins deux cycles de cuisson issu soit du sirop de betterave soit du sirop résiduel à la suite de la cristallisation du sucre candi. La cassonade est réglementairement du sucre roux non additionné d'éventuels colorants caramels. Les autres sucres renfermant du sucre, du colorant caramel ou tout autre ingrédient, sont appelés « spécialités sucrières ».
- sucre blond ;
- sucre perlé : état précis du sucre de betterave aggloméré résistant à la chaleur qui est utilisé pour les chouquettes en France et dans les pâtisseries de la région liégeoise et verviétoise, par exemple, dans les recettes de gaufre de Liège, craquelin, et gâteau de Verviers ;
- sucre gélifiant : sucre cristallisé additionné d'un gélifiant (pectine, carraghénane, etc.) et d'acide citrique ; il est utilisé pour la fabrication des confitures ;
- sucre inverti : (sucre liquide inverti ou sirop de sucre inverti) solution aqueuse de saccharose partiellement invertie par hydrolyse (décomposé par un acide sous l'action de la chaleur, le saccharose, en solution dans l'eau, se transforme en glucose et en fructose).

## Techniques de production

### Sucre de canne
La canne à sucre contient environ :
- 71 % d’eau ;
- 14 % de saccharose ;
- 13 à 14 % de fibres ligneuses ;

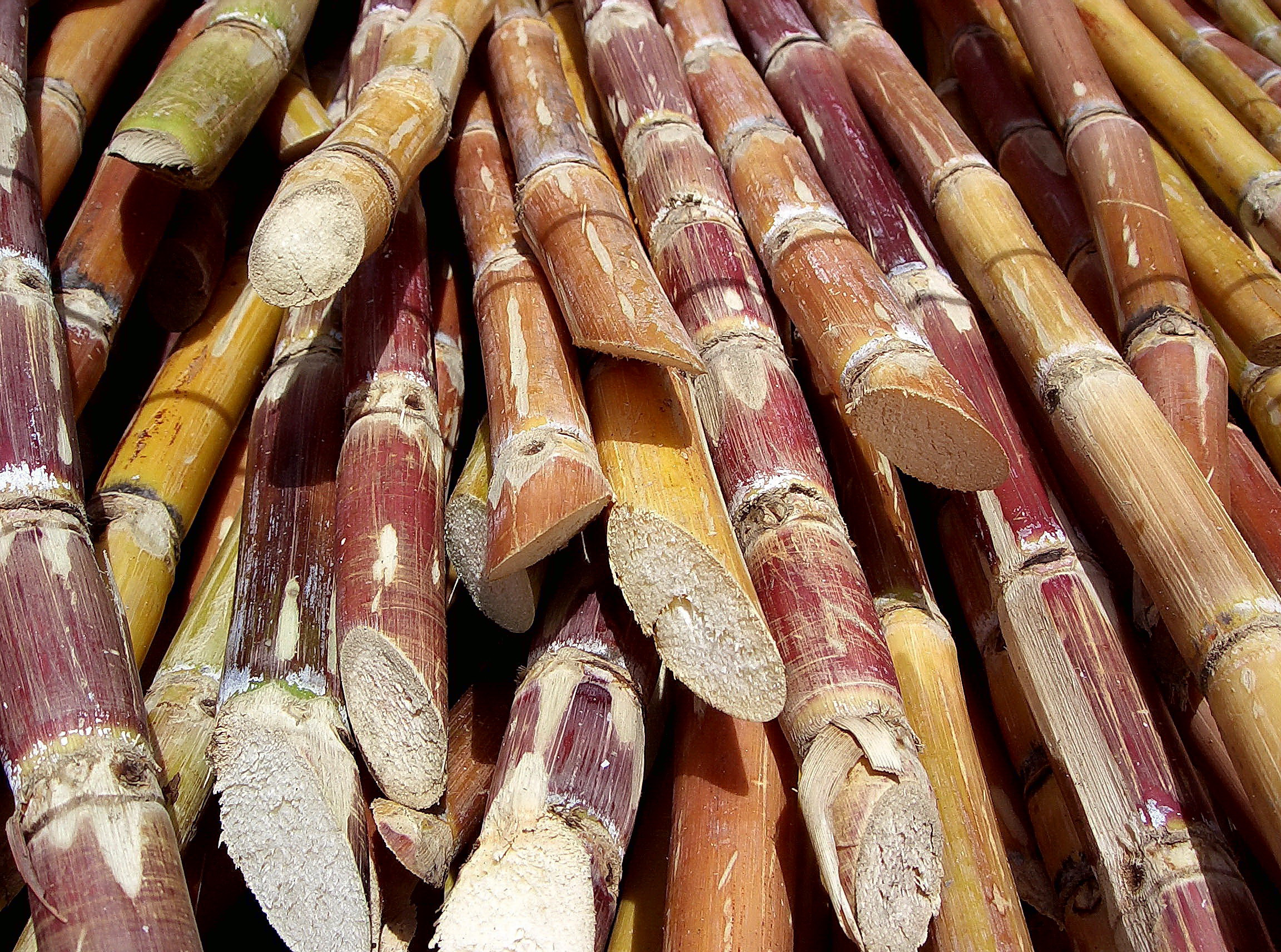
Cannes à sucre coupées.

- 2 à 3 % d'autres éléments : vitamines, sels minéraux, oligoéléments, toutes choses importantes pour l'alimentation.

L'extraction n'étant pas parfaite, 1 tonne de canne fournira environ 115 kilogrammes de saccharose.
Les champs de canne à sucre sont généralement brûlés et les cannes ramassées mécaniquement. Le brûlage sur pied, qui diminue la masse végétale inutile (les feuilles) et concentre le sucre dans la tige par évaporation, est une technique aussi ancienne que la culture de la canne. Cette technique est toutefois abandonnée par certains producteurs afin de réduire la production de CO2 associée à la culture de la canne.
Ensuite, le procédé d’extraction du sucre de canne est identique à celui du sucre de betterave, à l'exception de la première phase où le jus de canne est extrait par broyage, tandis que celui de betterave est extrait par diffusion. À leur entrée dans la sucrerie, les cannes sont découpées en petits morceaux puis pressées et broyées dans plusieurs moulins. Séparé de la bagasse (la canne écrasée), le jus de canne obtenu (le vesou) contient 80 à 85 % d'eau, 10 à 20 % de sucre et 0,7 à 3 % de composés organiques et minéraux. Il suit ensuite les mêmes étapes que le jus de betterave. Le sirop recueilli après cristallisation et essorage du sucre de canne ou de betterave, également appelé « eau mère », est encore chargé de sucre. Il subit alors une nouvelle cuisson et un nouvel essorage qui donnent le sucre dit de « deuxième jet », plus coloré et moins pur que le sucre de premier jet.
Puis ce sirop de deuxième jet, toujours riche en sucre, est à son tour réintroduit dans le cycle pour donner un sucre de troisième jet, brun et chargé d’impuretés (le sucre roux), ainsi qu'un dernier sirop visqueux et très coloré, appelé mélasse.
La bagasse est utilisée de différentes façons, le carburant pour la chaudière de la sucrerie étant la plus commune.
Pour les sucres « biologiques », obtenus à partir de cannes de l'agriculture biologique, on distingue plusieurs types de sucres, dont :
- les sucres totalement pourvus de leur mélasse :
  - le jus simplement évaporé donne le rapadura (ou panela – dix litres de jus en fournissent environ un kilogramme),
  - le jus épaissi, puis cristallisé par addition de cristaux de sucre, et déshydraté donne le sucre complet ;
- les sucres partiellement séparés de leur mélasse par centrifugation et cristallisés :
  - le sucre de canne roux véritable,
  - le sucre blond.

Le rhum est obtenu à partir du jus fermenté.

### Sucre de betterave

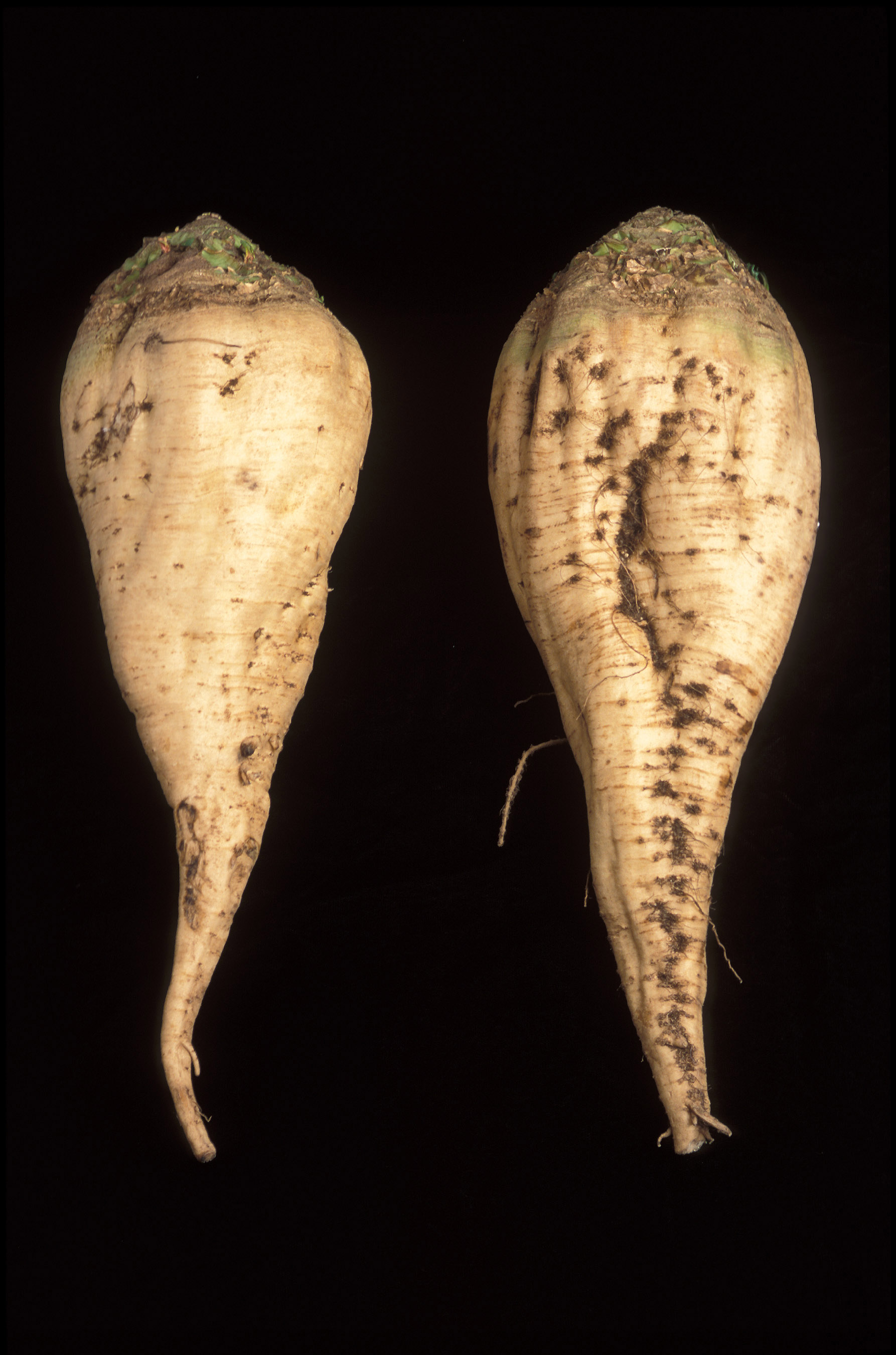
Betteraves à sucre.

La betterave sucrière contient environ :
- 76 % d'eau ;
- 15 à 18 % de saccharose ;
- 4 à 5 % de pulpe ;
- 2 à 3 % d'éléments non sucrés.

Pour la canne comme pour la betterave, l'extraction doit se faire rapidement car les plantes continuent à respirer et consomment du sucre pour leur métabolisme. En moyenne, on chiffre de 100  à   130 g de sucre perdu par tonne de betterave et par jour. Les usines sucrières sont ainsi toujours à moins de trente kilomètres des champs. Une autre partie du sucre se retrouve dans la mélasse ou reste dans la pulpe. L'obtention du sucre blanc se fait par adjonction de lait de chaux et de gaz carbonique, puis par centrifugation après cristallisation:9-10, 33-43.
La mélasse produite au cours de l'extraction du sucre de betterave est souvent utilisée pour la fermentation ou la nourriture du bétail:11, 44.
Le sucre roux de betterave, appelé vergeoise ou cassonade, est obtenu par chauffage prolongé du sucre blanc qui provoque la formation de colorants de type caramel.

### Sucre de palme
De fabrication artisanale, ce sucre est extrait des inflorescences des palmiers à sucre. Le jus obtenu est filtré, puis cuit afin de le transformer en sirop. Il est enfin battu pour amorcer la cristallisation. Le sucre obtenu est brun, naturellement riche en fructose et oligo-éléments.

## Économie

### Production
En 2011, les cinq premiers producteurs de sucre étaient le Brésil, l'Inde, l'Union européenne, la Chine et la Thaïlande. Cette même année, le principal exportateur de sucre était le Brésil, suivi à distance par la Thaïlande, l'Australie et l'Inde. Les principaux importateurs étaient l'Union européenne, les États-Unis et l'Indonésie,. Dans la dernière décennie (2000-2009), la part du Brésil dans les exportations mondiales de sucre brut est passée de 7 à 62 %.
| Production de sucre brut centrifugé (canne et betterave) par pays en millions de tonnes en 2002 et 2013 | Production de sucre brut centrifugé (canne et betterave) par pays en millions de tonnes en 2002 et 2013 | Production de sucre brut centrifugé (canne et betterave) par pays en millions de tonnes en 2002 et 2013 | Production de sucre brut centrifugé (canne et betterave) par pays en millions de tonnes en 2002 et 2013 | Production de sucre brut centrifugé (canne et betterave) par pays en millions de tonnes en 2002 et 2013 | Production de sucre brut centrifugé (canne et betterave) par pays en millions de tonnes en 2002 et 2013 | Production mondiale de sucre en tonnes du système international |
| --- | --- | --- | --- | --- | --- | --- |
| | Pays | 2002 | 2002 | 2014 | 2014 | Le graphique qui aurait dû être présenté ici ne peut pas être affiché car il utilise l'ancienne extension Graph, désactivée pour des questions de sécurité. Des indications pour créer un nouveau graphique avec la nouvelle extension Chart sont disponibles ici . |
| 1 | Brésil                                                                                                  | 23,810                                                                                                  | 16,2 %                                                                                                  | 37,300                                                                                                  | 21,1 %                                                                                                  | Le graphique qui aurait dû être présenté ici ne peut pas être affiché car il utilise l'ancienne extension Graph, désactivée pour des questions de sécurité. Des indications pour créer un nouveau graphique avec la nouvelle extension Chart sont disponibles ici . |
| 2 | Inde | 20,475                                                                                                  | 13,9 %                                                                                                  | 26,605                                                                                                  | 15,0 %                                                                                                  | Le graphique qui aurait dû être présenté ici ne peut pas être affiché car il utilise l'ancienne extension Graph, désactivée pour des questions de sécurité. Des indications pour créer un nouveau graphique avec la nouvelle extension Chart sont disponibles ici . |
| 3 | Chine                                                                                                   | 11,611                                                                                                  | 7,9 %                                                                                                   | 11,517                                                                                                  | 6,5 %                                                                                                   | Le graphique qui aurait dû être présenté ici ne peut pas être affiché car il utilise l'ancienne extension Graph, désactivée pour des questions de sécurité. Des indications pour créer un nouveau graphique avec la nouvelle extension Chart sont disponibles ici . |
| 4 | Thaïlande                                                                                               | 6,494                                                                                                   | 4,4 %                                                                                                   | 10,024                                                                                                  | 5,7 %                                                                                                   | Le graphique qui aurait dû être présenté ici ne peut pas être affiché car il utilise l'ancienne extension Graph, désactivée pour des questions de sécurité. Des indications pour créer un nouveau graphique avec la nouvelle extension Chart sont disponibles ici . |
| 5 | États-Unis                                                                                              | 7,646                                                                                                   | 5,2 %                                                                                                   | 7,666                                                                                                   | 4,3 %                                                                                                   | Le graphique qui aurait dû être présenté ici ne peut pas être affiché car il utilise l'ancienne extension Graph, désactivée pour des questions de sécurité. Des indications pour créer un nouveau graphique avec la nouvelle extension Chart sont disponibles ici . |
| 6 | Pakistan                                                                                                | 3,529                                                                                                   | 2,4 %                                                                                                   | 6,103                                                                                                   | 3,5 %                                                                                                   | Le graphique qui aurait dû être présenté ici ne peut pas être affiché car il utilise l'ancienne extension Graph, désactivée pour des questions de sécurité. Des indications pour créer un nouveau graphique avec la nouvelle extension Chart sont disponibles ici . |
| 7 | Mexique                                                                                                 | 5,073                                                                                                   | 3,4 %                                                                                                   | 6,021                                                                                                   | 3,4 %                                                                                                   | Le graphique qui aurait dû être présenté ici ne peut pas être affiché car il utilise l'ancienne extension Graph, désactivée pour des questions de sécurité. Des indications pour créer un nouveau graphique avec la nouvelle extension Chart sont disponibles ici . |
| 8 | Russie                                                                                                  | 1,755                                                                                                   | 1,2 %                                                                                                   | 5,249                                                                                                   | 3,0 %                                                                                                   | Le graphique qui aurait dû être présenté ici ne peut pas être affiché car il utilise l'ancienne extension Graph, désactivée pour des questions de sécurité. Des indications pour créer un nouveau graphique avec la nouvelle extension Chart sont disponibles ici . |
| 9 | France                                                                                                  | 5,389                                                                                                   | 3,7 %                                                                                                   | 4,692                                                                                                   | 2,6 %                                                                                                   | Le graphique qui aurait dû être présenté ici ne peut pas être affiché car il utilise l'ancienne extension Graph, désactivée pour des questions de sécurité. Des indications pour créer un nouveau graphique avec la nouvelle extension Chart sont disponibles ici . |
| 10 | Allemagne                                                                                               | 4,395                                                                                                   | 3 % | 4,564                                                                                                   | 2,6 %                                                                                                   | Le graphique qui aurait dû être présenté ici ne peut pas être affiché car il utilise l'ancienne extension Graph, désactivée pour des questions de sécurité. Des indications pour créer un nouveau graphique avec la nouvelle extension Chart sont disponibles ici . |
| 11 | Australie                                                                                               | 4,987                                                                                                   | 3,4 %                                                                                                   | 4,364                                                                                                   | 2,5 %                                                                                                   | Le graphique qui aurait dû être présenté ici ne peut pas être affiché car il utilise l'ancienne extension Graph, désactivée pour des questions de sécurité. Des indications pour créer un nouveau graphique avec la nouvelle extension Chart sont disponibles ici . |
| 12 | Guatemala                                                                                               | 1,910                                                                                                   | 1,3 %                                                                                                   | 2,734                                                                                                   | 1,5 %                                                                                                   | Le graphique qui aurait dû être présenté ici ne peut pas être affiché car il utilise l'ancienne extension Graph, désactivée pour des questions de sécurité. Des indications pour créer un nouveau graphique avec la nouvelle extension Chart sont disponibles ici . |
| 13 | Philippines                                                                                             | 1,949                                                                                                   | 1,3 %                                                                                                   | 2,321                                                                                                   | 1,3 %                                                                                                   | Le graphique qui aurait dû être présenté ici ne peut pas être affiché car il utilise l'ancienne extension Graph, désactivée pour des questions de sécurité. Des indications pour créer un nouveau graphique avec la nouvelle extension Chart sont disponibles ici . |
| 14 | Turquie                                                                                                 | 2,345                                                                                                   | 1,6 %                                                                                                   | 2,223                                                                                                   | 1,2 %                                                                                                   | Le graphique qui aurait dû être présenté ici ne peut pas être affiché car il utilise l'ancienne extension Graph, désactivée pour des questions de sécurité. Des indications pour créer un nouveau graphique avec la nouvelle extension Chart sont disponibles ici . |
| 15 | Afrique du Sud                                                                                          | 2,626                                                                                                   | 1,8 %                                                                                                   | 2,192                                                                                                   | 1,2 %                                                                                                   | Le graphique qui aurait dû être présenté ici ne peut pas être affiché car il utilise l'ancienne extension Graph, désactivée pour des questions de sécurité. Des indications pour créer un nouveau graphique avec la nouvelle extension Chart sont disponibles ici . |
| Total monde                                                                                             | Total monde                                                                                             | 146,864                                                                                                 | 100 %                                                                                                   | 176,938                                                                                                 | 100 %                                                                                                   | |

Sur 112 pays producteurs, 35 cultivent la betterave sucrière, et fournissent environ 20 % de la production en 2017.
En 2016-17, la France, avec un rendement de treize tonnes de sucre à l'hectare, a produit 4,7 millions de tonnes, et exporté 2 millions de tonnes. Elle est le premier producteur mondial de sucre de betterave. En 2016-2017, la Belgique a produit 683 000 tonnes.
Au niveau de l'Union européenne, l'organisation commune de marché du sucre (OCM sucre) est réformée en 2006. Trois impératifs président à cette réforme : intégrer les principes de la nouvelle PAC dans l'OCM sucre, tenir compte de l'ouverture accrue du marché européen résultant d’engagements pris par l'UE auprès de pays en développement et appliquer une décision de l'Organisation mondiale du commerce (OMC) obligeant l'UE à réduire ses exportations de sucre. Une nouvelle réforme d'envergure a lieu le 30 septembre 2017 lorsque le système fondé sur un quota de production réparti entre les différents États membres prend fin,. L'Europe met ainsi fin à un dispositif existant depuis les années 1960 ; la même année, les principaux producteurs de sucre augmentent également leurs productions, réduisant les cours, et permettant d'alimenter de nouveaux marchés en sucre.

### Consommation
Il existe deux manières d'évaluer la consommation de sucre : par les données de ventes et par les études de consommation.
Il existe aussi différent indicateurs, selon l'objet auquel on s'attache :
- consommation de sucre extrait de la betterave et de la canne à sucre, ramenées à l'ensemble d'une population, pour donner une idée générale ;
- consommation individuelle de sucres totaux (y compris celui qui est naturellement présent dans les fruits et légumes), pour permettre une comparaison avec des recommandations des autorités de santé ;
- consommation individuelle de sucres libres (ensemble des sucres ajoutés, ainsi que le sucre des jus de fruits et le miel) : indicateur utilisé par l'OMS.

#### En France
Les ventes de sucre sont passées de 5 kg par an et par habitant en 1850 à 30-35 kg dans les années 1960. Depuis, elles sont stables (environ 33 kg par an et par habitant en 2017), avec quelques variations (maximum de 39 en 2013, minimum de 33 en 2017).
Ces quantités vendues sont utilisées en partie pour des usages alimentaires (consommation des ménages, usage par les professionnels, usages industriels) et en partie dans des usages de transformation chimique ou culinaire (fabrication de médicaments, homéopathie, chaptalisation du vin, vins effervescents). Il existe aussi des pertes (par les industriels au cours de leurs processus de fabrication) et du gaspillage. Elles ne représentent donc pas la consommation stricto sensu (les ventes de sucre reflètent la notion de disponibilité ou de volumes de sucre mis sur le marché, à l’échelle d’un pays ou d’une population).
La consommation est mesurée par des enquêtes de consommation individuelles menées par l'Agence nationale de sécurité sanitaire de l'alimentation, de l'environnement et du travail (ANSES) et le Centre de recherche pour l'étude et l'observation des conditions de vie (CREDOC).
L'ANSES évalue la consommation de sucres totaux (sucre naturellement présent dans les fruits et légumes + sucres ajoutés dans la cuisine ou dans des produits industriels), hors lactose, à 75 g par jour et par personne en 2006-2007 (il n'existe pas d'étude plus récente), tout en fixant une recommandation pour les apports maximums en sucres (hors lactose) à 100 g par jour et par personne. Selon l'ANSES, 20 à 30 % des enfants et des jeunes adultes dépassent cette recommandation.
Ces données concernent les sucres totaux et ne doivent pas être confondues avec celles des sucres libres (ensemble des sucres ajoutés, ainsi que le sucre des jus de fruits et le miel), sur lesquels porte la recommandation de l'Organisation mondiale de la santé. L'OMS recommande de ramener l'apport en sucres libres à moins de 10 % de la ration énergétique totale chez l’adulte et l’enfant, ce qui représente une consommation d'environ 50 g de sucres libres par jour et par personne. Il s'agit de sa recommandation dite « forte ». L'OMS a établi une deuxième recommandation, « avec réserve » pour éventuellement baisser l'apport en sucres libres à 5 % de la ration énergétique.
En 2006-2007, l'apport en sucres libres en France a été mesuré à 52 g par jour et par adulte, soit 9,5 % des apports énergétiques, par l'étude INCA2, 41 % dépassant cette recommandation.

#### En Belgique
En Belgique, les ventes par habitant sont équivalentes à 34 kg par habitant et par an.

## Nutrition

### Consommation et stockage
La consommation de sucre fournit de l'énergie chimique à court terme, mais ce n'est pas une forme de stockage d'énergie pour l'organisme. Une partie du sucre consommé peut être utilisée tout de suite pour fournir de l'énergie si nécessaire, dans les minutes qui suivent ; une autre partie sera emmagasinée dans le foie et les muscles (sous forme de glycogène) pour utilisation dans les heures qui suivent ; et, en cas d'excès, une partie sera transformée en graisses (triglycérides) qui seront stockées dans les cellules du tissu adipeux.
Dès que l'on consomme du glucose, composant du sucre, l'insuline est sécrétée : son rôle principal est de favoriser l'utilisation du glucose par toutes les cellules de l'organisme. Par ailleurs l'insuline stimule la glycolyse, bloque la lipolyse (utilisation des graisses stockées) et favorise la lipogenèse par l'intermédiaire d'une enzyme (la triglycéride synthase), c'est-à-dire la fabrication de graisses dans le tissu adipeux. En effet, le stock de glycogène hépatique est limité et le glycogène musculaire n'est utilisable que par les muscles eux-mêmes.
Cette régulation du glucose, avec un système de stockage et de libération, permet de fournir un apport continu en glucose au cerveau. S'il ne représente que 2 % du poids du corps, le cerveau utilise 20 à 30 % du glucose disponible, qui est sa seule source d'énergie (en dehors des corps cétoniques synthétisés en cas de jeûne prolongé).

### Sucre blanc et sucre complet
Le sucre de betterave est toujours raffiné pour en retirer le goût désagréable, tandis que le sucre roux de canne peut être consommé tel quel,:19,:10. Le sucre de canne cristallise avec une coloration qui va du blond au brun, due à des pigments présents uniquement dans la canne. Pour devenir blanc, le sucre roux de canne est refondu et débarrassé de ses colorants dans une raffinerie, sans modification chimique.
Lorsqu'il provient de la canne à sucre, le sucre roux est composé de 95 à 98 % de sucre (saccharose). Le sucre blanc lui, qui vient soit de la canne (après raffinage) soit de la betterave, contient plus de 99,7 % de saccharose. Le reste est constitué de traces d’eau, de minéraux et de matières organiques,.
En outre, le sucre complet (non raffiné) contient quarante fois plus d’éléments minéraux que le sucre roux de betterave et vingt fois plus d'éléments minéraux que le sucre roux de canne.
Cependant, l'apport en minéraux par le sucre, qu'il soit blanc ou roux, reste très minime au regard des portions de sucres réellement consommés et des apports nutritionnels conseillés pour ces minéraux, et ces types de sucre ont les mêmes effets sur le métabolisme.
| Analyse comparée du sucre blanc, du sucre de canne non raffiné et du sucre roux de betterave (vergeoise) en mg pour 100 g de sucre | Analyse comparée du sucre blanc, du sucre de canne non raffiné et du sucre roux de betterave (vergeoise) en mg pour 100 g de sucre | Analyse comparée du sucre blanc, du sucre de canne non raffiné et du sucre roux de betterave (vergeoise) en mg pour 100 g de sucre | Analyse comparée du sucre blanc, du sucre de canne non raffiné et du sucre roux de betterave (vergeoise) en mg pour 100 g de sucre |
| --- | --- | --- | --- |
| | Sucre blanc | Sucre de canne non raffiné | Sucre roux de betterave (vergeoise)                                                                                                |
| Sels minéraux | 30 à 50 | 350 à 790 | 600 à 1 100 |
| Potassium (K) | 3 à 5 | 50 à 110 | 200 à 280 |
| Magnésium (Mg) | 0,2 | 10 à 19 | / |
| Calcium (Ca) | 0,6 | 20 à 80 | 4 à 15 |
| Phosphore (P) | 0,3 | 0,02 | / |
| Fer (Fe) | 0,1 | 1 à 8 | 350 à 790 |

### Sucre et équilibre alimentaire
En France, d'après l'enquête INCA2, les apports quotidiens en glucides (amidon et sucres) sont chez les adultes de 230 g/j en moyenne ; chez les enfants, ils sont de 207 g/j. Les adultes consomment 95 g/j de sucres totaux tandis que les enfants en consomment 99 g/j. Les apports quotidiens recommandés en glucides sont de 200 à 250 grammes.
Une nouvelle étude a analysé les données INCA2 afin de connaitre la consommation en « sucres libres » (sucres ajoutés et sucres naturellement présents dans les jus de fruits), l'Organisation mondiale de la santé recommandant un apport inférieur à 10 % de la ration énergétique totale (50 g de sucre pour une ration énergétique de 2 000 Cal). La consommation de sucres libres, chez les adultes en France, est estimée à 51,9 g par jour en moyenne pour une ration énergétique moyenne de 2 151 Cal par jour, 41 % des adultes français dépassant la recommandation de l'OMS.
Au Canada, en 2004, les apports quotidiens moyens étaient de 110 g par jour, avec de fortes variations suivant l'âge et le sexe. Aux États-Unis, la consommation moyenne de sucres est proche de 120 g par jour.
Qu'il soit blanc ou complet, il contient toujours quatre kilocalories (4 kcal ou 4 Cal) par gramme, soit 16 760 joules. Consommé sans modération, il peut conduire au diabète, à l'obésité, à des caries dentaires et peut déséquilibrer la régulation du taux de glucose dans le sang par hyperglycémie. Les avis médicaux récents suggèrent une limitation de l'apport de sucres à un niveau beaucoup plus faible que la consommation effective (voir la section Avis du corps médical).

## Notions de sucre rapide et de sucre lent
Les glucides complexes ou polysaccharides sont généralement plus difficiles à décomposer au cours de la digestion que les glucides simples oses ou diholosides, de sorte qu'on les qualifie parfois de « sucres lents », tandis que les glucides simples sont qualifiés de « sucres rapides ». Un glucide complexe peut toutefois être plus rapide à digérer que certains glucides simples comme le fructose, de sorte que les nutritionnistes préfèrent se référer à l'indice glycémique des glucides.
L'ANSES rappelle en 2016 qu'à proprement parler le terme « sucres » (au pluriel) désigne seulement les glucides simples.
Les glucides sont plutôt à classer selon leur pouvoir « glycémiant », c'est-à-dire leur action sur la glycémie (taux de glucose dans le sang), ou plus récemment encore, selon la rapidité de la réaction insulinique qu'ils induisent.
La vitesse d'assimilation des glucides n'est pas liée à leur type : les glucides simples n’ont pas tous un indice glycémique élevé et les glucides complexes un indice glycémique faible. Par exemple, la pomme de terre est un féculent (source de glucides complexes) mais son index glycémique est élevé.

## Santé
Un régime à faible indice glycémique est recommandé pour prévenir le diabète, les maladies cardiovasculaires et probablement l'obésité.

### Métabolisme du sucre
Le sucre ingéré est hydrolysé en glucose et fructose dans l'intestin. Les monosaccharides sont ensuite absorbés soit par diffusion passive (transporteur de glucose et de fructose), soit par transport actif faisant intervenir des transporteurs spécifiques (transporteur sodium-glucose). Ces produits passent rapidement dans le sang puis sont véhiculés vers le foie et le reste de l'organisme. Le taux de glucose dans le sang (glycémie) est régulé par la production d'insuline ; le taux de fructose dans le sang n'est pas régulé. Le métabolisme du glucose est la glycogénogenèse qui intervient dans le foie pour reconstituer les réserves de glycogène. La glycolyse, à l'inverse, est le procédé métabolique permettant la dégradation du glucose en énergie. Le métabolisme du fructose prend place essentiellement dans le foie où il peut être transformé en glucose, lactate, glycogène et en triglycérides,.

### Troubles de la régulation: diabète et hypoglycémie
Une étude de la Harvard School of Public Health (États-Unis) a conclu que l’excès de glucose dans le sang est la cause de plus de trois millions de décès par an dans le monde, dont 960 000 directement à cause du diabète et 2,2 millions en raison de troubles cardiovasculaires (1,5 million de décès par infarctus du myocarde soit 21 % du total des infarctus) et 709 000 décès dus à un accident vasculaire cérébral (13 % du total des décès par AVC). Selon un commentaire paru dans la presse, « Ces chiffres sont comparables aux décès annuels dus au tabac (4,8 millions de morts), à l’excès de cholestérol (3,9 millions) et au surpoids et à l’obésité (2,4 millions) ». D'autres sources médicales soulignent le lien entre la consommation de boissons sucrées et les maladies cardiovasculaires.
Chez l'Homme, « la glycémie doit varier en moyenne entre 0,80 et 1,40 g/l de sang (entre 1 et 1,4 g/l deux heures après un repas et entre 0,80 et 1,10 g/l à jeun le matin) ».
Le taux de glucose dans le sang est régulé par le pancréas :
- en cas de glycémie élevée (plus d’un gramme de glucose par litre de sang), le pancréas produit l’insuline afin de rendre le sucre utilisable par les cellules : le sucre en surplus va être stocké dans le foie (en glycogène) ou transformé en graisses, et la glycémie va baisser ;
- en cas de manque de glucose, (sous 0,8 g/l), le pancréas permet la production de glucagon remontant le taux de sucre dans le sang. Le sucre stocké dans le foie et les muscles va être libéré par néoglucogenèse. Si cela s'avère impossible, le patient se retrouvera en situation d’hypoglycémie, qui peut devenir chronique.

#### Diabète
On parle de diabète quand la glycémie à jeun est supérieure ou égale à 1,26 gramme par litre de sang (à deux reprises et en laboratoire). Selon l’Organisation mondiale de la santé, quelque 356 millions de personnes sont diabétiques en septembre 2012 dans le monde. Le diabète de type 2 représente la majorité des diabètes dans le monde, et est en grande partie le résultat d’une surcharge pondérale et de la sédentarité. La sur-consommation de sucres ajoutés en général ou de fructose et de boissons sucrées en particulier sont une des causes du diabète de type 2. La consommation de sucres à des niveaux inatteignables avec des produits naturels non préparés nourrit l'épidémie de diabète de type 2. À ce titre réduire sa consommation de sucres ajoutés ou préférablement de fructose ajouté pourrait se traduire par une réduction de la mortalité due au diabète. La consommation de nourriture à fort indice glycémique est associée au diabète de type 2. La consommation de boissons sucrées augmente le risque de diabète,. Par exemple, boire une à deux boissons sucrées par jour entraîne une augmentation de 26 % du risque de diabète de type 2. Dans le monde, il est estimé que 133 000 morts du diabète sont imputables à la consommation de boissons sucrées.

#### Stéatose hépatique
L'excès de fructose semble constituer une cause de l'accumulation de graisse dans le foie ou stéatose hépatique, qui peut conduire à une inflammation chronique du foie.

### Effets physiologiques

#### Caries dentaires
La carie est un problème qui peut être lié à la consommation répétée de glucides. En effet, ils favorisent la métabolisation d’acides par des bactéries, qui détruisent l’émail dentaire. Le facteur déterminant dans la formation des caries est moins la quantité que la fréquence et la durée de séjour en bouche du sucre absorbé, ainsi que la texture plus ou moins collante de l'aliment. Selon l'Agence française de sécurité sanitaire des aliments (AFSSA, devenue ANSES), les aliments contenant du saccharose ou de l'amidon interviennent dans la propagation des caries dentaires. Elle préconise donc de limiter la consommation entre les repas de féculents (pâtes, pommes de terre, etc.), boissons et produits sucrés, et d'avoir une bonne hygiène bucco-dentaire.

#### Obésité
Beaucoup d'études et d'experts scientifiques affirment que l'apport excessif en sucre et/ou en fructose joue un rôle important dans l'obésité et le diabète,,. Plusieurs études établissent le lien entre la consommation de sucre et/ou de fructose et l'augmentation de la graisse intra-abdominale (ou viscérale).
Par ailleurs, il semblerait que l’organisme comptabilise moins bien « l'énergie liquide » consommées en excès. Ainsi les boissons sucrées (jus de fruits, sodas, nectars, sirops…) régulièrement consommées pendant ou en dehors des repas, apporteraient un excès d'énergie préjudiciable à terme et constituent un facteur de risque d'obésité,,,,.
La réduction de la consommation de sucres réduit le poids et, inversement, l'augmentation de la consommation entraîne une prise de poids.
Une consommation d'une boisson sucrée par jour entraîne une prise de poids moyenne de 0,12 kg par an chez les adultes.
En 2010, l'Autorité européenne de sécurité des aliments n'a pas établi de relation directe entre consommation de sucres — en dehors d’apports caloriques excessifs — et prise de poids en s'appuyant sur quatre études dont deux financées par les industriels du sucre. Le rapport de l'EFSA est aussi critiqué du fait que la majorité des experts aient des liens avec l'industrie.
En revanche, l'EFSA recommande de favoriser les glucides complexes plutôt que les glucides simples dont le sucre.
Il arrive que l'industrie laisse penser que l'exercice physique est aussi important que l'alimentation. Par exemple, dans une de ses communications, Coca-Cola associe leur produit au sport en suggérant que ce n'est pas un problème de consommer leur boisson du moment que l'on fait de l'exercice. Or ce n'est pas corroboré par les données scientifiques puisqu'une synthèse des connaissances scientifiques a montré que réduire sa consommation de sucres est le plus efficace pour réduire le syndrome métabolique et que les bénéfices s'en font ressentir avant même la perte de poids.
L'ANSES a conclu en 2016 que les études d'intervention ainsi que les données épidémiologiques ne montrent pas d'association de la prise de poids avec la consommation de sucres lorsque l'apport énergétique est contrôlé.

#### Carences
La consommation importante de sucre, de produits sucrés pauvres en vitamines, sels minéraux et fibres, peut favoriser des carences nutritionnelles si par ailleurs l'alimentation est peu diversifiée.

#### Cancer
La consommation de sucres est un facteur d'augmentation de l'indice de masse corporelle, qui favorise l'émergence de certains cancers (sein, côlon, pancréas, œsophage, utérus, rein, vésicule biliaire). De ce fait, la consommation de boissons sucrées serait responsable de 6 450 décès par cancers chaque année dans le monde.
Il existe aussi un lien direct entre syndrome métabolique et survenue du cancer du sein.
Une synthèse de onze études montre qu'une consommation d'aliments à indice glycémique élevé est associée à une augmentation de 6 % du risque de cancer du sein.
La consommation de fructose peut théoriquement engendrer des cancers du pancréas mais l'analyse de populations ne permet pas de corroborer cet effet.
En revanche, la consommation de fructose est responsable de carcinomes hépatocellulaires mais pour les autres cancers du foie, les conclusions sont contradictoires. Les conclusions sont contradictoires quant à un lien entre consommation de sucre et cancer colorectaux.
De plus, un excès de consommation de ces produits pourrait favoriser l'obésité ou l'insulinorésistance qui, elles-mêmes, favoriseraient le risque de cancer.
La consommation de boissons sucrées a augmenté dans le monde au cours des dernières décennies. Leur impact sur la santé cardiométabolique a fait l’objet de nombreuses études et est aujourd’hui bien établi. Cependant, leur association avec le risque de cancer a été moins étudiée : très peu d’études prospectives ont été menées sur l’association entre les boissons sucrées et le risque de cancer. Pourtant, ces boissons ont été associées au risque d’obésité, à son tour reconnu comme un facteur de risque important pour de nombreux cancers. Des mécanismes inflammatoires ou liés au stress oxydant pourraient aussi intervenir, ce indépendamment du lien avec la prise de poids.
Cette étude, publiée le 10 juillet 2019 dans le BMJ (British Medical Journal), visait à étudier les associations entre la consommation de boissons sucrées et le risque de survenue de cancer. Au total, 101 257 participants de la cohorte française NutriNet-Santé (suivie entre 2009 et 2018) ont été inclus. La consommation alimentaire habituelle a été évaluée grâce à des enregistrements de 24 h répétés (6 en moyenne par participant) portant sur plus de 3 300 aliments différents (dont 109 types de boissons sucrées ou édulcorées).

#### Maladies cardiovasculaires
Le risque de maladie cardiovasculaire augmente en moyenne de 17 % par boisson sucrée supplémentaire consommée chaque jour.
Après prise en compte des autres facteurs de risque, il y a une augmentation moyenne de 16 % du risque d'accident vasculaire entre les plus gros consommateurs de boissons sucrées et les moins gros consommateurs. D'après une autre étude, la mortalité par maladie cardiovasculaire est plus que doublée pour les personnes qui consomment plus de 25 % de leurs calories à partir de sucres ajoutés, par rapport aux personnes qui consomment moins de 10 % des calories à partir de sucres ajoutés.
Remplacer des graisses saturées par des glucides hautement raffinés ne fait pas diminuer le risque de maladie cardiovasculaire, alors que remplacer ces graisses par des graisses polyinsaturées fait diminuer le risque.
Chaque année, environ 45 000 décès par maladie cardiovasculaires dans le monde sont imputables aux boissons sucrées.

### Effets cognitifs et psychiques

#### Hyperactivité
Une méta-analyse de 1995 conclut que le comportement des enfants n’est pas modifié par l’absorption de sucre.

#### Maladie d'Alzheimer
Les résultats des études récentes sont contradictoires. Selon une étude américaine publiée dans le Journal of Biological Chemistry en décembre 2007, le sucre contribuerait au développement de la maladie d'Alzheimer. Une autre étude parue en 2012 dans la revue Aging Cell a établi un effet protecteur du glucose vis-à-vis de la neurodégénerescence.

#### Addiction
Les travaux scientifiques les plus récents concluent que le sucre présente un pouvoir addictif chez l'humain.
En 2007, une expérience menée sur des rats indique que les rats peuvent développer une addiction au sucre dans certaines circonstances, et qu'il est possible que ce genre de phénomène se produise aussi chez les humains.
En 2010, une revue d'études affirme qu'il n'y a pas de preuve d'addiction physique au sucre chez les humains et que le sucre ne joue pas de rôle dans les troubles des conduites alimentaires.
Chez le rat, une exposition prolongée au goût sucré (sous forme de sucre ou d'édulcorant) induit une dépendance caractérisée par des modifications comportementales et cérébrales comme celles des drogues dures. Des expériences ont montré que des rats et des souris préfèrent la consommation d'eau sucrée à celle de cocaïne en intraveineuse. Cela peut constituer un facteur explicatif de la tendance de l'industrie agroalimentaire à sucrer ses préparations.
Selon Serge Ahmed, directeur de recherche en neurosciences au CNRS, l'extrapolation de ces études à l’homme reste délicate et « la littérature médicale contient encore trop peu de cas avérés d’addiction au sucre. », il ajoute que le manque de données « reflète plutôt le faible intérêt porté jusque-là au problème ». Trois ans plus tard, en 2013, le doute persiste avec une revue d'études menée par Serge Ahmed : « tous les individus (obèses ou non) ne développent pas une addiction à la nourriture et aux sucres, ce qui suggère la présence d’une vulnérabilité initiale dont l’origine reste à élucider ». En 2019, Serge Ahmed estime que l'addiction au sucre toucherait 5 à 10 % de la population aux États-Unis, au Canada et en Allemagne, et que son pouvoir addictif est comparable à celui de drogues dures comme l'alcool, la cocaïne, l'héroïne et les méthamphétamines. Par ailleurs, il observe que l'association entre sucre et matières grasses crée un stimulus gustatif puissant dans le cerveau.
Une revue des études sur l'addiction au sucre de 2016 affirme qu'il y a peu de preuves que le sucre crée une dépendance, et qu'il est plus rationnel de penser qu'il n'en crée pas. Il est expliqué aussi que lors des expériences sur les animaux, la dépendance apparait seulement si l'accès au sucre est intermittent.
Une revue systématique de 52 études liées aux « addictions alimentaires », publiée en 2018, conclut que la dépendance alimentaire existe, et suggère que certains aliments, notamment les aliments transformés contenant du sucre ou des matières grasses ajoutés, présentent le potentiel addictogène le plus élevé.

#### Capacité d'apprentissage et mémorisation
Une expérience menée sur 29 rats montre que les rats ayant un régime sucré ont eu des capacités mémorielles significativement inférieures à celles des rats ayant un régime sans sucre.
Une étude menée sur 737 portoricains de 45 à 75 ans a mesuré avec plusieurs tests les fonctions cognitives des participants et trouve un lien de corrélation entre la consommation de sucre et les mauvais résultats aux tests mais précise que la cause de ce lien est inconnue.
Plusieurs études suggèrent qu'une consommation élevée de sucre et/ou d'HFCS (donc de fructose) est associée à une moindre capacité d'apprentissage et/ou de mémorisation.

#### Troubles dépressifs et anxiété
La consommation d'aliments sucrés est associée au développement de symptômes dépressifs. Des analyses prospectives ont montré une augmentation à 5 ans de 23 % du nombre de personnes atteintes de troubles dépressifs chez les hommes consommant une quantité importante de sucre. Les études confirment un effet négatif de la consommation de sucre sur la santé psychologique à long terme. Certaines études ont montré une corrélation hautement significative entre la consommation de sucre et le taux annuel de dépression dans six pays différents. Une étude menée en Australie a montré que les individus buvant un demi-litre de soda sucré par jour avait environ 60 % plus de risques de développer des troubles dépressifs.

### Avis du corps médical
Il n'y a pas d'avis médical contre les glucides en général, mais la sous-catégorie du sucre fait depuis quelques années l'objet d'avis plus tranchés. En plus de l'effet incontestable sur les caries, plusieurs spécialistes associent soit le sucre soit le fructose avec l'épidémie d'obésité et de diabète de type 2. Une campagne se développe pour limiter la consommation de sucre aux États-Unis, en Australie et au Royaume-Uni. L'association de cardiologues American Heart Association fait le lien entre une consommation de sucre élevée et les maladies cardiovasculaires, et a récemment produit des recommandations pour limiter la consommation de sucre. Les limites sont 20 g de sucres ajoutés par jour pour les femmes et 36 g pour les hommes (une canette de soda contient 33 g de sucre ajouté). Au Royaume-Uni, les autorités médicales conseillent clairement de diminuer la consommation de sucre, et ont recommandé au Parlement d'introduire une taxe pour limiter la consommation de sucre. En France, l'ANSES recommande depuis peu de réduire de 25 % la consommation de glucides simples, (actuellement de 100 g environ par jour et par personne), tout en augmentant les glucides complexes. En 2004, le rapport exhaustif de l'ANSES sur les glucides ne donnait pas de recommandations sur les sucres simples.
En 2003, l'Organisation mondiale de la santé préconise de limiter les apports en sucres libres (sucres ajoutés + sucres des jus de fruits et sirops) à moins de 10 % des apports énergétiques, soit environ 50 g de sucres libres par jour pour un apport quotidien de 2 000 kcal/j. En France, la consommation actuelle en sucres totaux est d’environ 100 g/j, dont environ la moitié de sucres libres, selon l’enquête INCA 2. En 2014, une révision de la recommandation de l'OMS suggère une limitation à moins de 5 % des apports énergétiques, soit environ 25 g de sucre.

### Politiques publiques de santé
En France, les distributeurs automatiques de boissons sont interdits dans les écoles en 2005, et une taxe spécifique sur les boissons sucrées et/ou édulcorées est introduite en 2012. Selon une étude commanditée par l'industrie des boissons, la taxe n'aurait pas eu l'effet recherché. En 2018, la taxe sur les boissons sucrées a été triplée, celle sur les boissons édulcorées a été baissée.
D'autres pays ont introduit une taxe sur les boissons sucrées comme le Mexique (un des pays les plus touchés par le diabète de type II dans le monde, et où la consommation de sodas est la plus élevée), la ville de Berkeley en Californie, et le Royaume-Uni pourrait le faire dans les années qui viennent.

### Influence de l'industrie sur la science
Dès les années 1950, la Sugar Research Foundation (SRF), une organisation industrielle fondée en 1943, était consciente du rôle du sucre dans les caries. Mais elle va sélectionner les recherches à financer pour éviter que les restrictions sur le sucre soit un moyen de contrôler les caries. Entre 1967 et 1970, la SRF va financer, avec les industries du chocolat et des bonbons, le projet 269 visant à rendre la bactérie Streptococcus mutans moins destructive pour les dents après que du sucre a été consommé. Ce même projet visera également à développer un vaccin contre les caries pour que les gens puissent continuer à consommer du sucre. Ces recherches ne donneront finalement pas de résultat concluant. Influencé par l'industrie, le National Institute of Dental Research des États-Unis, va financer très peu de recherche pour étudier le risque de carie associé à chaque aliment.
Des documents révélés en 2013 ont montré que l'industrie du sucre a cherché à « forger l'opinion publique » dès les années 1970 pour minorer les craintes d'effets du sucre sur la santé. En 1977, la Sugar Association a réservé 230 000 dollars pour financer des recherches, notamment des scientifiques dans de prestigieuses universités américaines. Les fonds provenaient de diverses industries dont Coca-Cola, General Foods ou General Mills.
En 2006, à la suite de travaux de l'Organisation mondiale de la santé (OMS) pour promouvoir une limite de 10 % de calories issues de sucres, une campagne de lobbying aux États-Unis a visé les sénateurs d'États producteurs de sucre et de sirop de maïs pour menacer l'OMS de couper ses fonds.
Un lobbying de la World Sugar Research Organisation, une organisation regroupant des intérêts économiques (dont Coca-Cola), a bloqué avec succès une recommandation de 2003 conjointe entre l'OMS et l'Organisation des Nations unies pour l'alimentation et l'agriculture (FAO). Les recommandations quantitatives qu'elle contenait ont été remplacées par des limites non spécifiques.
Coca-Cola a financé le Global Energy Balance Network (en) dont les chercheurs considéraient que le manque d'exercice, plutôt que la consommation de calories, était responsable de l'obésité, à l'opposé des conclusions scientifiques,.
Les chercheurs recevant des financements de l'industrie du sucre ont tendance à avoir des conclusions à allant plus en faveur de l'industrie. Par exemple, une analyse de 88 études sur la consommation de sodas a montré que les études financées par l'industrie trouvaient une taille d'effet quasi nulle pour la prise d'énergie, alors que les études non financées par l'industrie trouvaient une taille d'effet modérée. D'autres chercheurs ont étudié les différentes synthèses réalisées sur le lien entre consommation de boissons sucrées et gain de poids. Parmi 18 résultats de ces synthèses, 12 n'avaient pas de lien mentionné avec l'industrie et 10 considéraient que la consommation de sodas pouvait être un facteur de risque pour la prise de poids. À l'inverse, parmi les 6 financées par l'industrie, 5 concluaient que les preuves n'étaient pas suffisantes pour soutenir un tel lien. Les synthèses dont les auteurs avaient un conflit d'intérêts avaient donc cinq fois plus de chance d'avoir une conclusion allant dans le sens de l'industrie.
Une étude de 2016 a révélé que l'industrie du sucre, à travers la Sugar Research Foundation, rebaptisée depuis « Sugar Association (en) », a financé des recherches afin de minorer les effets du sucre sur les maladies cardiovasculaires et de reporter la faute sur les graisses saturées.

### Position de l'industrie
Selon le journaliste Michael Moss (en), le 8 avril 1999, les dirigeants des onze plus grandes entreprises agroalimentaires américaines se réunissent dans l'auditorium de la Pillsbury Company à Minneapolis pour fixer le cap de leur secteur dans les années à venir. Michael Mudd, vice-président de Kraft Foods, les alerte sur l'image négative de leur groupe auprès des institutions liées à la santé publique et des organismes de recherche qui les jugent en partie responsables de l'épidémie d'obésité qui touche le pays, due à « la multiplication de nourriture savoureuse, dense en énergie, vendue à petit prix et en grand format ». Il recommande de diminuer l'incorporation de sel, de sucre et de matière grasse dans la nourriture industrielle. Le PDG de General Mills, Stephen Sanger (en), rejette cette responsabilité et encourage ses pairs à faire de même. Les céréales de petit-déjeuner sucrées que produisent son groupe sont régulièrement condamnées par les associations de consommateurs, mais il considère que les produits qu'il fabrique répondent aux souhaits des consommateurs, qui selon lui se préoccuperaient plus du goût que des qualités nutritionnelles des aliments qu'ils achètent.

## Chimie
Par photosynthèse, les plantes produisent du glucose ou éventuellement d’autres sucres, comme le fructose. Ces sucres sont majoritairement transportés dans la sève des plantes sous forme de saccharose. Suivant les plantes, le saccharose est ensuite stocké comme réserve énergétique sans modification (ex. : canne, betterave sucrière) ou bien est modifié et transformé en amidon (ex. : pommes de terre, céréales).
Le glucose en solution est essentiellement sous cette forme cyclique avec moins de 0,1 % des molécules sous forme de chaîne ouverte.

Structure chimique du saccharose : le sucre de table.

Les oses peuvent se grouper par liaisons covalentes osidiques et former des diholosides tels que saccharose (sucrose), ou former des polyosides tels que l’amidon. Les liaisons osidiques doivent être hydrolysées (c’est-à-dire qu’une molécule d’eau vient « casser » ou rompre le lien.) Cette réaction est catalysée par une enzyme (protéine) pour que les molécules puissent être métabolisées. Après digestion et absorption par un animal, les oses présents dans le sang et les tissus sont le glucose, le fructose, et le galactose.
Le préfixe « glyco- » indique la présence de sucre dans une substance non glucidique : par exemple, une glycoprotéine est une protéine à laquelle un ou plusieurs oses se sont connectés. De même, un glycolipide est un lipide lié à des résidus osidiques.
Fructose, glucose, galactose et mannose sont des sucres simples (oses) de formule C6H12O6.
Parmi les diholosides, les plus courants sont le saccharose (sucre de canne ou de betteraves, formé d’un glucose et d’un fructose), le lactose (un glucose et un galactose) et le maltose (deux glucoses). La formule de ces diholosides est C12H22O11.
En industrie, le saccharose peut être hydrolysé pour obtenir une solution contenant du fructose, du glucose et du saccharose et appelée « sucre inverti », utilisée en confiserie et en pâtisserie.

## Cuisine
Le sucre entre dans la composition de nombreuses recettes, notamment en pâtisserie.
Mélangé à de l'eau et cuit, il devient du caramel.
Le sucre ne périme jamais car il ne contient pas d'eau et les bactéries ne peuvent pas se développer. Conserver le sucre dans un endroit frais et sec permet de le stocker très longtemps.

## Fiscalité
En janvier 2018, la Norvège a augmenté la taxe sur les aliments sucrés de 83 % ; elle s'est alors élevée à 36,92 couronnes (environ 3,7 €) par kilogramme. En conséquence, la dépendance au sucre a diminué, et la consommation norvégienne de confiserie, de 5 kilogrammes par personne en 1960 et 15 kg en 2008, a été réduite à 12 kilogrammes par personne en 2018. La consommation de boissons sucrées est passée de 93 litres à la fin des années 1990 à 47 litres par personne en 2018. La branche aliment-boisson de la Confédération des entreprises norvégiennes (en) milite pour la suppression de la taxe sur le sucre. La mesure a été abrogée un peu plus tard.

## Articles sources
- Cet article est partiellement ou en totalité issu de l'article intitulé « Sucre lent » (voir la liste des auteurs).

- Cet article est partiellement ou en totalité issu de l'article intitulé « Sucre rapide » (voir la liste des auteurs).